# Polgár (mesto)
Polgár je mesto na Madžarskem, ki upravno spada pod podregijo Polgári Županije Hajdú-Bihar.